# Карельский бульвар
Каре́льский бульвар (название утверждено 23 января 1964 года) — улица в Северном административном округе города Москвы на территории Дмитровского района.

## Расположение
Расположен между Клязьминской улицей и Вагоноремонтной улицей.

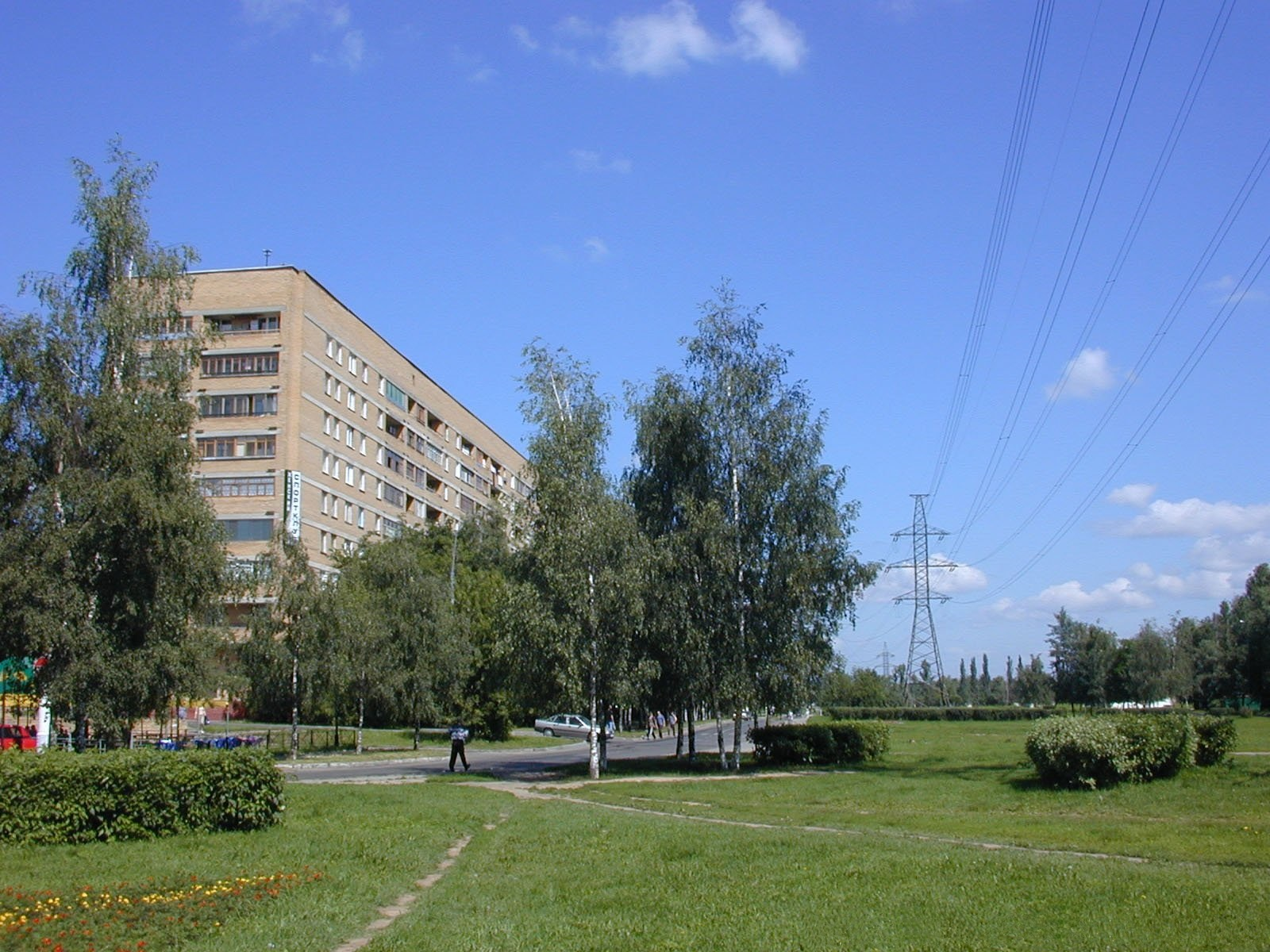
Карельский бульвар до реконструкции

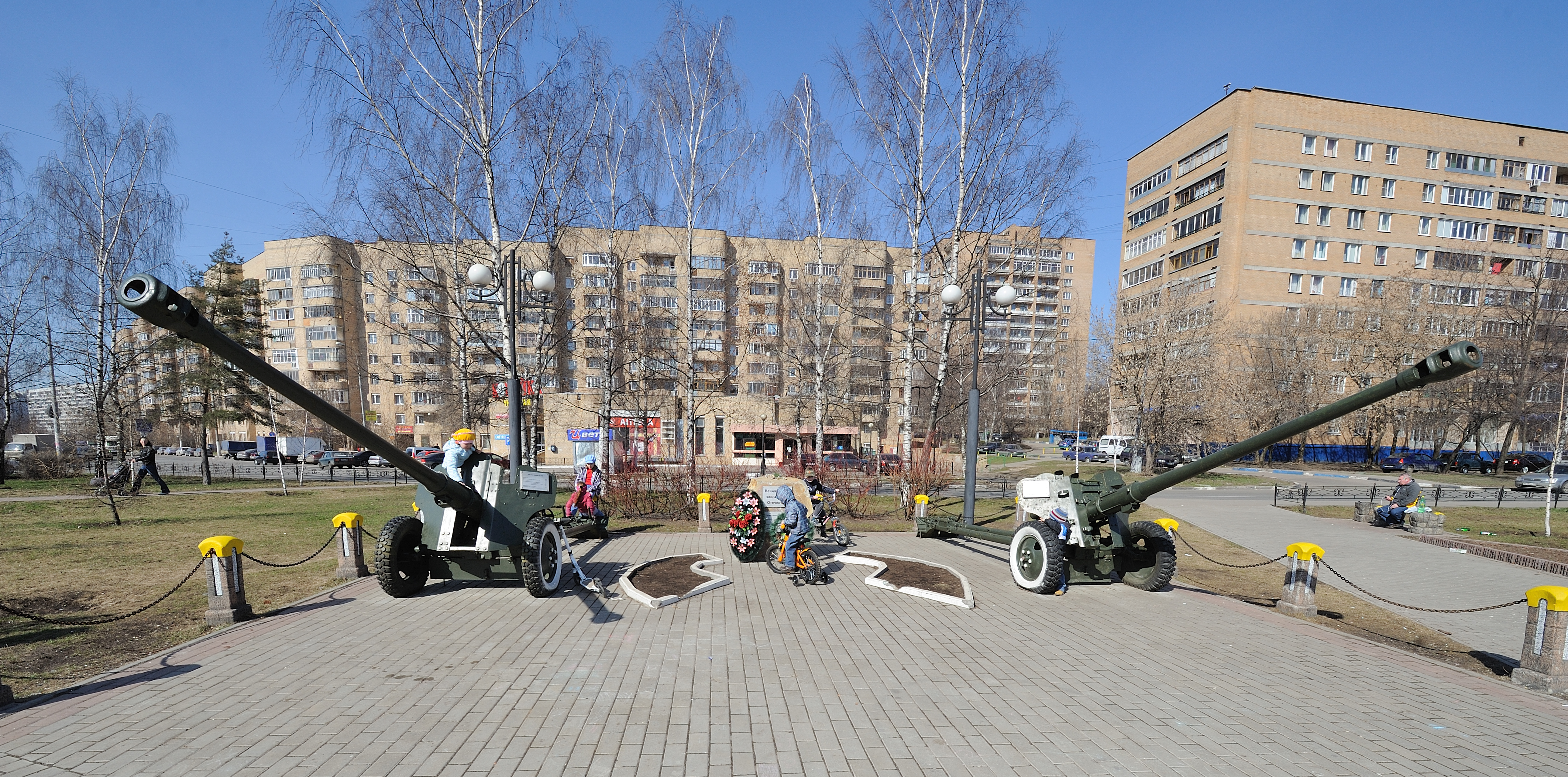
Слава защитникам отечества!

## Происхождение названия
Назван в 1964 году по Карельской АССР (ныне Республика Карелия) в связи с расположением на севере Москвы.

## Описание
Карельский бульвар начинается от Клязьминской улицы, проходит на восток, поворачивает на северо-восток, справа к нему примыкает Долгопрудная улица, за которой сразу поворачивает на север, разделяясь на две дороги, которые примыкают к Вагоноремонтной улице.

## Здания и сооружения
По нечётной стороне:
- №5 — универсам «Пятёрочка», Аптека Горздрав, Совет ветеранов;
- №21 к. 1 — Межрайонный Центр по профилактике безнадзорности, преступности, алкоголизма, наркомании и СПИДа среди несовершеннолетних, Студия «Скарлет»;
- №23 к. 2 — Центр государственных и муниципальных услуг «Мои документы» Дмитровского района
- №23а — Детский сад № 435.

По чётной стороне:
- №2а — Детский сад № 1268.
- №20 — Школа № 184.
- №24а — Детский сад № 244.

## Транспорт

### Автобусы
- № м40 — Лобненская улица —  Китай-город
- № м40к — Лобненская улица —  Петровско-Разумовская
- № 206 — Лобненская улица —  Селигерская